# Aleksandra Zimny
Aleksandra Zimny (* 21. Mai 1996 in Stettin) ist eine polnische Handballspielerin.

## Karriere

### Im Verein
Aleksandra Zimny spielte zunächst bis 2017 für Pogoń Szczecin. Mit Szczecin stand sie 2015 im Finale des EHF Challenge Cup. Darauf ging sie 2017 nach Norwegen und spielte hier bis 2020 für Storhamar Håndball und Volda Handball. 2020 kehrte sie nach Polen zurück und stand im Kader von JKS Jarosław. Ab Sommer 2023 spielte sie in Rumänien für SCM Gloria Buzău. Nachdem Zimny ab dem Rückzug des Vereins im Januar 2025 vereinslos war, schloss sie sich im Folgemonat dem rumänischen Verein CS Județean Prahova an. Seit der Saison 2025/26 steht sie beim rumänischen Erstligisten CS Gloria 2018 Bistrița-Năsăud unter Vertrag.

### In Auswahlmannschaften
Mit der polnischen Nationalmannschaft nahm sie an der Weltmeisterschaft 2021 teil und erzielte dabei 2 Tore in 5 Spielen. Bei der Weltmeisterschaft 2023, bei der Polen den 16. Platz belegte, warf sie ein Tor.